# Free Wired
Free Wired är den amerikanske electro hop-gruppen Far East Movement debutstudioalbum, släppt den 12 oktober 2010 av Cherrytree Records. Albumet debuterade som nummer 24 på Billboard 200, med 17 000 exemplar av albumet sålda.
Det är deras sammanlagt fjärde album, efter Audio Bio (2005), Folk Music (2006) och Animal (2008).

## Singlar
Albumets första singel, "Like a G6" släpptes den 13 april 2010. Sången nådde första platsen på Billboard Hot 100. "Like a G6" har sålts 1 miljon gånger, vilket betyder att den sålt platina. 
Andra singeln på albumet är "Rocketeer", där Ryan Tedder från OneRepublic är med som gästartist. Sångens musikvideo kom ut på Vevo och Youtube den 29 oktober 2010.
DJ Roger Sanchez släppte låten "2gether" tillsammans med Far East Movement som en singel. Musikvideon visades exklusivt för första gången på MTV.com den 16 november 2010, och fanns senare samma dag även för försäljning på iTunes Store.

## Låtlista
Alla låtar är skrivna och komponerade av Far East Movement. 
| Nr  | Titel                                        | Kompositör                                                                                                  | Producent(er)                    | Längd |
| --- | -------------------------------------------- | --- | -------------------------------- | ----- |
| 1.  | Girls on the Dance Floor (feat. Stereotypes) | Bruno Mars, Jae Choung, James Roh, Kevin Nishimura, Virman Coquia, Jonathan Yip, Jeremy Reeves, Ray Romulus | Stereotypes                      | 3:54  |
| 2.  | Like a G6 (feat. The Cataracs & Dev)         | David Singer-Vine, Niles Holowell-Dhar, J.Choung, J.Roh, K.Nishimura, V.Coquia                              | The Cataracs                     | 3:36  |
| 3.  | Rocketeer (featuring Ryan Tedder)            | B.Mars, J.Choung, J.Roh, K.Nishimura, V.Coquia, J.Yip, J.Reeves, R.Romulus, Philip Lawrence                 | Stereotypes och The Smeezingtons | 3:31  |
| 4.  | If I Was You (OMG) (featuring Snoop Dogg)    | B.Mars, J.Choung, J.Roh, K.Nishimura, V.Coquia, J.Yip, J.Reeves, R.Romulus, C.Broadus                       | Stereotypes och The Smeezingtons | 3:25  |
| 5.  | She Owns the Night (feat. Mohombi)           | J.Choung, J.Roh, K.Nishimura, V.Coquia, J.Yip, J.Reeves, R.Romulus                                          | Stereotypes                      | 4:02  |
| 6.  | So What?                                     | J.Choung, J.Roh, K.Nishimura, V.Coquia, J.Yip, J.Reeves, R.Romulus, M.Diamond, A.Horovitz, A.Yauch          | Stereotypes                      | 3:24  |
| 7.  | Don't Look Now (feat. Keri Hilson)           | Heather Bright, J.Choung, J.Roh, K.Nishimura, V.Coquia, J.Yip, J.Reeves, R.Romulus                          | Stereotypes                      | 3:33  |
| 8.  | Fighting for Air (feat. Vincent Frank)       | Fernando Garibay, J.Choung, J.Roh, K.Nishimura, V.Coquia, J.Yip, J.Reeves, R.Romulus                        | Fernando Garibay                 | 3:45  |
| 9.  | White Flag (feat. Kayla Kai)                 | Martin Kierszenbaum, J.Choung, J.Roh, K.Nishimura, V.Coquia, J.Yip, J.Reeves, R.Romulus                     | Cherry Cherry Boom Boom          | 3:48  |
| 10. | 2gether (feat. Roger Sanchez & Kanobby)      | Roger Sanchez, J.Choung, J.Roh, K.Nishimura, V.Coquia, J.Yip, J.Reeves, R.Romulus                           | Roger Sanchez                    | 3:05  |

| 11. | Go Ape (feat. Lil Jon & Colette Carr) | Stereotypes | 3:30 |

| 11. | 2 Is Better (feat. Ya Boy & Natalia Kills) |  |  |

## Topplistor
| Topplista (2010)            | Högsta position |
| --------------------------- | --------------- |
| Canadian Albums Chart       | 16              |
| US Billboard 200            | 24              |
| US Billboard Top Rap Albums | 4               |